# بلندگوی بی‌سیم

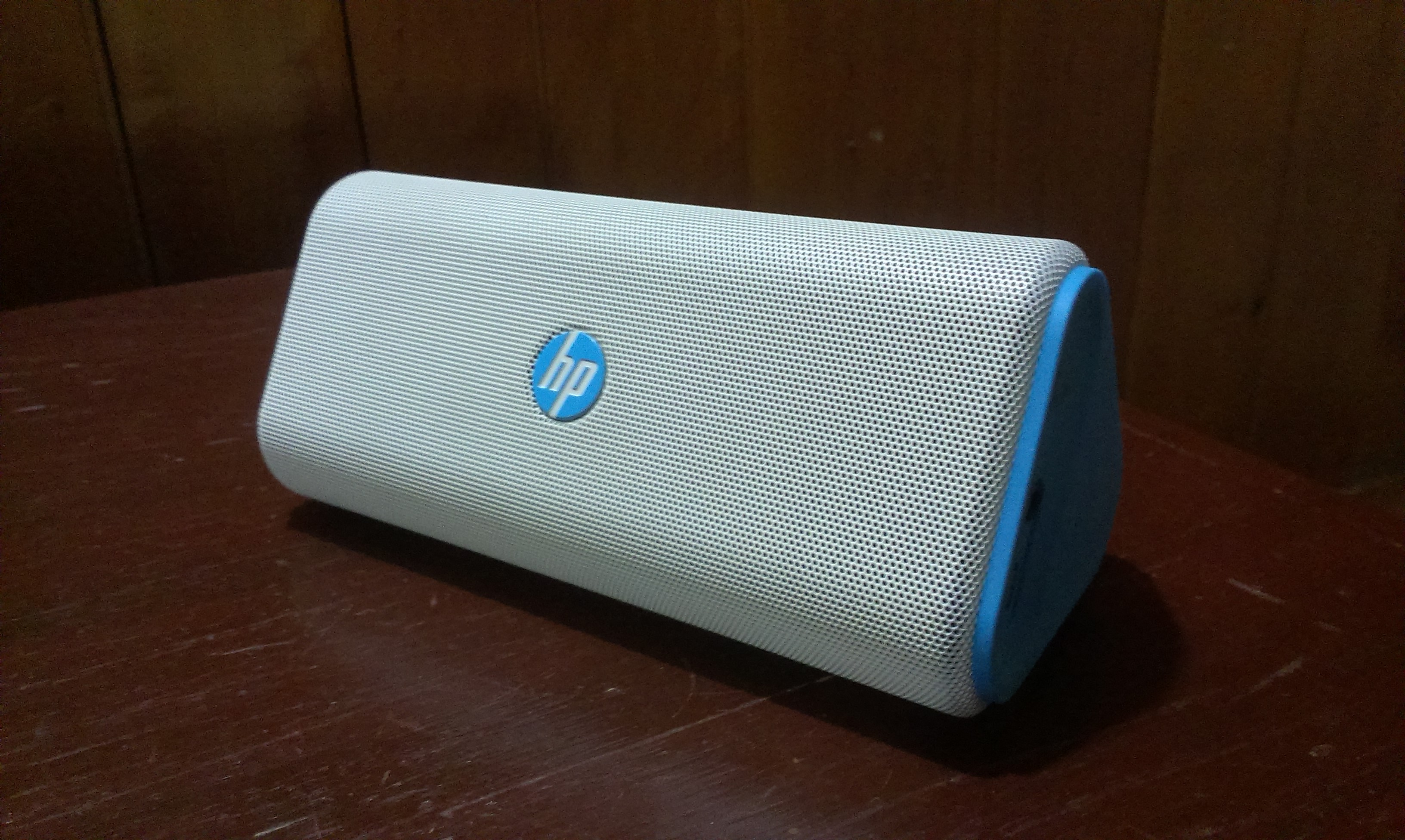
یک بلندگوی بی‌سیم مدل آبی HP

بلندگوی بی‌سیم (انگلیسی: Wireless speaker) یک مدل از بلندگوهای پخش سیگنال صوتی هستند که با استفاده از فرکانس رادیویی (موج RF) توانایی پخش صوت بدون نیاز به کابل را دارند، در حال حاضر و تا امروز دو فرکانس عمده RF بیشترین استفاده را در این گونه از بلندگوها دارند که هر دوی آن‌ها با پشتیبانی از انتقال بی‌سیم این فرایند را به انجام می‌رسانند، یکی از این فرکانس‌ها تحت نام آی‌تریپل‌ئی ۸۰۲٫۱۱ شناخته می‌شود و دیگری تحت بستر بلوتوث برای اجرای داده‌های صوتی مورد استفاده قرار می‌گیرد.
بلندگوهای بی‌سیم تحت دو واحد عمده فعالیت می‌کنند، یکی از این واحدها فرستندهٔ RF و دیگری دقیقاً عمل عکس یعنی گیرندگی RF را به انجام می‌رساند، سازوکار این دو واحد بدین شکل است که فرستندهٔ خروجی از بستر هر دستگاه صوتی همانند دستگاه‌های های-فای، تلویزیون، رایانه، پخش‌کننده‌های MP3 و غیره که از رابط آرسی‌ای استفاده می‌کنند بهره می‌برد، این رابط در جهت طبقه‌بندی اتصال‌ها استفاده می‌شود، گیرنده، معمولاً می‌تواند در جایی باشد که شنونده مایل است صدا را در آنجا دریافت کند با توجه به این موضع که هدف عمده، عدم نیاز به هرگونه کابل و سیم در جهت آزادی عمل می‌باشد، واحد گیرنده و فرستندهٔ این نوع دستگاه‌ها بیشتر اوقات و بسته به مدل و کارخانهٔ تولیدکننده توسط یک تقویت‌کننده در جهت افزایش سیگنال‌های صوتی به بلندگو حمایت می‌شوند
تغذیهٔ این مدل دستگاه‌ها می‌تواند توسط یک باتری یا یک خروجی الکتریکی AC تأمین گردد، باتری‌ها بسته به شدت و تن صدایی که از دستگاه دریافت می‌شود و همینطور فاصلهٔ آن‌ها با دستگاه مرکزی می‌توانند با تلورانس ۳ تا ۴ ساعت (این موضوع به نوع و مدل باتری ارتباط مستقیم دارد) دوام داشته باشند، برخی از بلندگوهای بی‌سیم با باتری‌های قابل شارژ نیز می‌توانند کار کنند.